# Varennes, Tarn-et-Garonne
Varennes är en kommun i departementet Tarn-et-Garonne i regionen Occitanien i södra Frankrike. Kommunen ligger i kantonen Villebrumier som tillhör arrondissementet Montauban. År 2022 hade Varennes 640 invånare.

## Befolkningsutveckling
Antalet invånare i kommunen Varennes
| Referens: INSEE |

## Monument

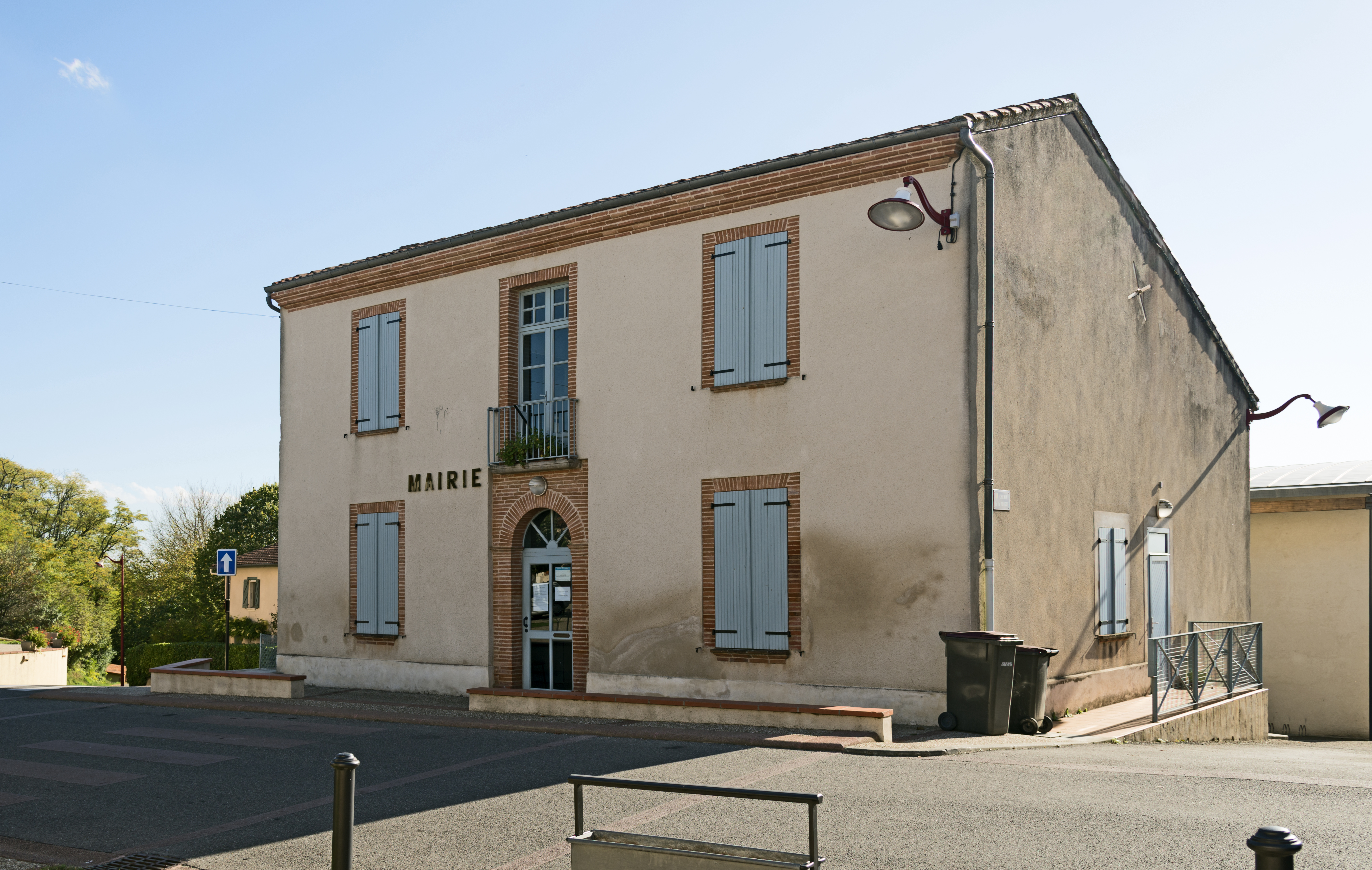
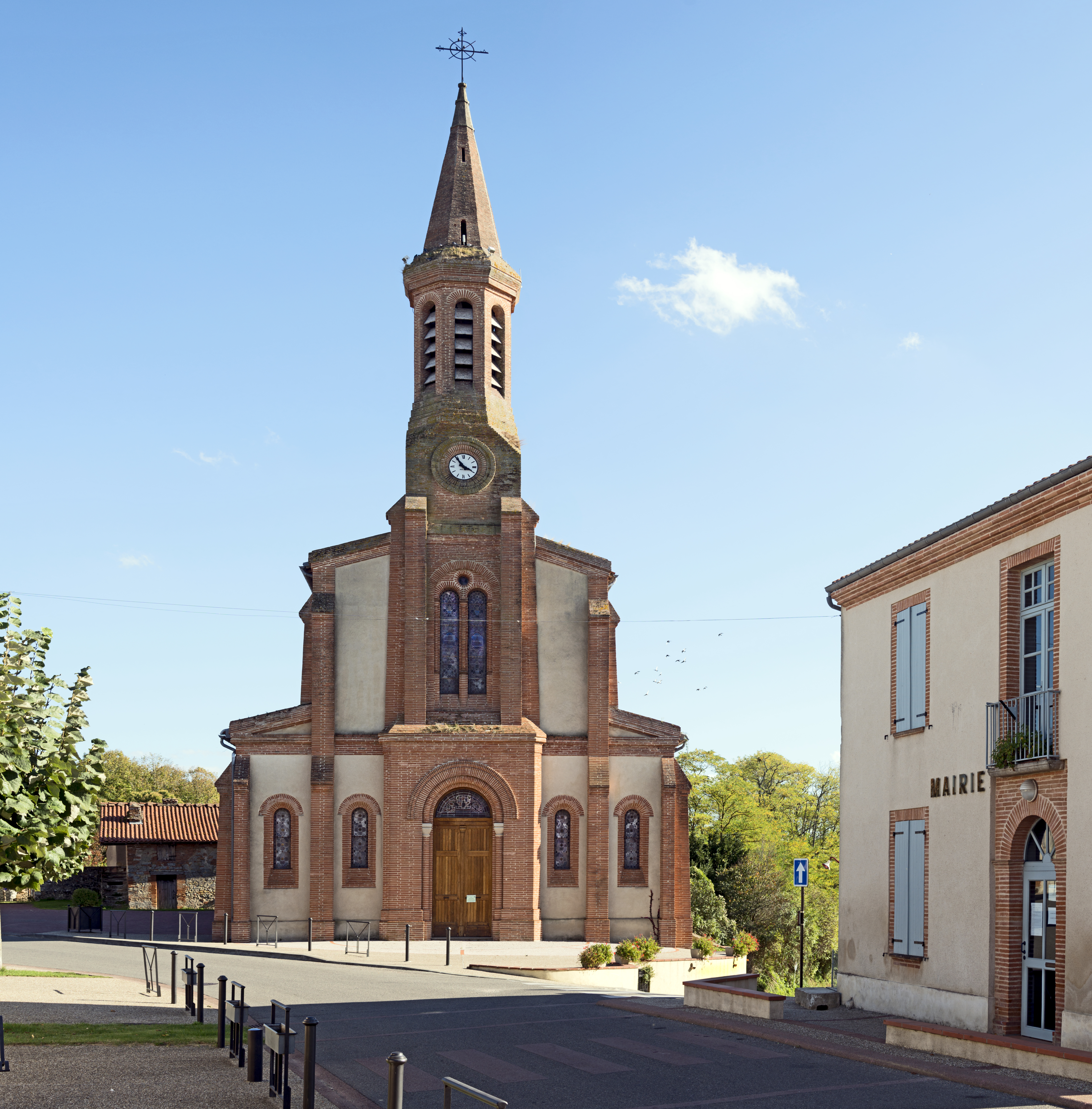